# Василий Бабкин
Василий Матвеевич Бабкин (на руски: Василий Матвеевич Бабкин) e руски флотски офицер, вицеадмирал, хидрограф, геодезист.

## Произход и военна кариера (1813 – 1858)
Роден е на 27 декември 1813 година в покрайнините на Санкт Петербург, Руска империя, в семейство на армейски сержант. През 1831 година завършва щурманското училище в Санкт Петербург. До 1835 плава на различни кораби в Средиземно и Черно море и същата година е повишен в звание лейтенант. През 1836 е прехвърлен в Балтийския флот и от 1840 до 1853 година извършва хидрографски дейности в Балтийско море.
По време на Кримската война командва кораба „Алаид“ и участва в сражението с френско-британската ескадра блокираща пристанището на Кронщад. На 27 март 1855 година е повишен в звание капитан-лейтенант, а на 19 март 1856 – в капитан 2-ри ранг и изпратен в Николаевск на Амур за строежа и формирането на Тихоокеанския флот на Русия. На 9 декември 1857 е назначен за командващ на Тихоокеанския флот.

## Изследователска дейност (1859 – 1863)
В периода 1859 – 1863 година извършва систематично картиране на крайбрежието на Приморския край от 43º 55` с.ш до руско-корейската граница на югозапад.
През 1860 геодезически заснема брега между залива Владимир и устието на река Сучан. През 1861 година картира целия бряг на залива Петър Велики със заливите Восток, Усурийски и Амурски, островите Асколд, Путянин и други 25 по-малки. През 1863 година завършва картирането на бреговата линия на залива Петър Велики до руско-корейската граница.

## Следващи години (1863 – 1876)
На 30 август 1864 година за успешно проведеното картиране на далекоизточното крайбрежие на Русия е повишен в звание капитан 1-ви ранг, на 1 януари 1870 става контраадмирал, а на 6 януари 1875 година – вицеадмирал.
Умира на 13 март 1876 година във Воронеж на 62-годишна възраст.

## Памет
Неговото име носят:
- залив Бабкин (43°03′ с. ш. 131°48′ и. д. / 43.05° с. ш. 131.8° и. д.) – на остров Руски в залива Петър Велики, Приморски край;
- нос Бабкин (42°33′ с. ш. 131°12′ и. д. / 42.55° с. ш. 131.2° и. д.) – на брега на залива Посет на Японско море, Приморски край.